# Émile Védrines
Pour les articles homonymes, voir Védrines.
Émile Antoine Védrines, né le 27 décembre 1886 à Saint-Denis (Seine-Saint-Denis) et mort le 1er avril 1914 à Reims (Marne), était un aviateur français.

## Biographie
Emile Védrines obtient le brevet de pilote civil n° 536, le 1er juillet 1911. Il devient ensuite Soldat au génie et il obtient le brevet de pilote militaire n° 481, le 2 septembre 1913.